# Mikuláš VII. Ratibořský
Mikuláš VII. Ratibořský (asi 1483 – 1506) byl nejstarší syn Jana V. Ratibořského a Magdaleny Opolské, kníže ratibořský spolu s bratry Janem VI. a Valentinem v letech 1493–1506.
Po smrti otce v roce 1493 byl Mikuláš nezletilý a regentství se ujala jeho matka Magdalena (zm. 1501). Vlády se pevně ujal až v roce 1499, kdy dosáhl šestnácti let.
Okolo roku 1505 se Mikuláš oženil s Annou, dcerou krakovského podkomořího a starosty haličského Zbyňka z Těšína, ale manželství zůstalo bezdětné.
Mikuláš VII. Zemřel ve věku třiadvaceti let v roce 1506 a je pochovaný v klášteře dominikánek v slezské Ratiboři. Protože i další bratr Jan VI. zemřel toho roku, vláda v Ratiboři zůstala nejmladšímu bratrovi Valentinovi.